# Avédjin
Avédjin ist ein Arrondissement im Département Couffo im westafrikanischen Staat Benin. Es ist eine Verwaltungseinheit, die der Gerichtsbarkeit der Kommune Toviklin untersteht.

## Demografie und Verwaltung
Gemäß der Volkszählung 2013 des beninischen Statistikamtes INSAE hatte das Arrondissement 4052 Einwohner, davon waren 1915 männlich und 2137 weiblich.
Von den 65 Dörfern und Quartieren der Kommune Toviklin entfallen vier auf Avédjin: Dandjekpohoué, Natabouhoué, Sognonnouhoué und Tohounhoué.